# Derrubona
Derrubona es una isoflavona, un tipo de flavonoide. Lleva una prenil acetilación. Originalmente fue aislado a partir de los árboles de la India Derris robusta. La investigación reciente indica que actúa como un inhibidor de Hsp90 a su función como proteína chaperona.